# Idea (альбом)
Idea (рус. Идея) — пятый студийный альбом британской группы Bee Gees, третий международный. Вышел в сентябре 1968 года.

## Об альбоме
Продюсером, диска, традиционно выступил Роберт Стигвуд, сведение осуществил Джон Пэнтри. Группа продолжила сотрудничество со старыми лейблами, выпустив британский вариант пластинки через Polydor Records (автор обложки — Вольфганг Хайлеман) и американский при участии Atco Records (автор обложки — Клаус Форман). Сама запись проходила в первой половине 1968 года в нескольких студиях Лондона, преимущественно в IBC Studios.
В альбоме впервые присутствует песня («Such a Shame»), вокальные партии которой исполнены не братьями Гибб — певцом в данном случае выступил штатный гитарист Винс Мелоуни. В американской версии издания этот трек был заменён на другой хит группы — «I’ve Gotta Get a Message to You», однако в 1980-е годы, во время переиздания на другом носителе в трек-лист включили обе композиции.
Мировые продажи пластинки превысили один миллион копий.
«In the Summer of His Years» посвящена памяти менеджера The Beatles Брайана Эпстайна.
В 2006 году звукозаписывающая компания Reprise Records перевыпустила Idea в виде двойного CD-альбома с некоторыми черновыми записями, не вошедшими в оригинальное издание.

## Список композиций
Британская версия:
Слова и музыка всех песен — Барри, Робин и Морис Гибб, кроме «Such a Shame», написанной Винсом Мелоуни.
| №  | Название                     | Основной вокал     | Длительность |
| -- | ---------------------------- | ------------------ | ------------ |
| 1. | «Let There Be Love»          | Барри и Робин Гибб | 3:28         |
| 2. | «Kitty Can»                  | Барри и Морис Гибб | 2:31         |
| 3. | «In the Summer of His Years» | Робин Гибб         | 3:05         |
| 4. | «Indian Gin and Whisky Dry»  | Робин Гибб         | 1:55         |
| 5. | «Down to Earth»              | Робин Гибб         | 2:28         |
| 6. | «Such a Shame»               | Винс Мелоуни       | 2:28         |

| №                   | Название                               | Основной вокал      | Длительность |
| ------------------- | -------------------------------------- | ------------------- | ------------ |
| 1.                  | «Idea»                                 | Барри и Робин Гибб  | 2:51         |
| 2.                  | «When the Swallows Fly»                | Барри Гибб          | 2:22         |
| 3.                  | «I Have Decided to Join the Air Force» | Барри и Робин Гибб  | 2:06         |
| 4.                  | «I Started a Joke»                     | Робин Гибб          | 3:03         |
| 5.                  | «Kilburn Towers»                       | Барри Гибб          | 2:14         |
| 6.                  | «Swan Song»                            | Барри Гибб          | 2:55         |
| Общая длительность: | Общая длительность:                    | Общая длительность: | 31:26        |

Американская версия:
Слова и музыка всех песен — Барри, Робин и Морис Гибб.
| №  | Название                          | Основной вокал     | Длительность |
| -- | --------------------------------- | ------------------ | ------------ |
| 1. | «Let There Be Love»               | Барри и Робин Гибб | 3:32         |
| 2. | «Kitty Can»                       | Барри и Морис Гибб | 2:35         |
| 3. | «In the Summer of His Years»      | Робин Гибб         | 3:06         |
| 4. | «Indian Gin and Whisky Dry»       | Робин Гибб         | 1:55         |
| 5. | «Down to Earth»                   | Робин Гибб         | 2:31         |
| 6. | «I’ve Gotta Get a Message to You» | Робин и Барри Гибб | 2:59         |

| №                   | Название                               | Основной вокал      | Длительность |
| ------------------- | -------------------------------------- | ------------------- | ------------ |
| 1.                  | «Idea»                                 | Барри и Робин Гибб  | 2:52         |
| 2.                  | «When the Swallows Fly»                | Барри Гибб          | 2:24         |
| 3.                  | «I Have Decided to Join the Air Force» | Барри и Робин Гибб  | 2:07         |
| 4.                  | «I Started a Joke»                     | Робин Гибб          | 3:04         |
| 5.                  | «Kilburn Towers»                       | Барри Гибб          | 2:13         |
| 6.                  | «Swan Song»                            | Барри Гибб          | 2:51         |
| Общая длительность: | Общая длительность:                    | Общая длительность: | 32:09        |

| №                   | Название                                                | Основной вокал            | Длительность |
| ------------------- | ------------------------------------------------------- | ------------------------- | ------------ |
| 1.                  | «Chocolate Symphony»                                    | Барри Гибб                | 2:46         |
| 2.                  | «I’ve Gotta Get a Message to You» (Mono single version) | Робин и Барри Гибб        | 3:04         |
| 3.                  | «Jumbo»                                                 | Барри Гибб                | 2:12         |
| 4.                  | «The Singer Sang His Song»                              | Робин Гибб                | 3:22         |
| 5.                  | «Bridges Crossing Rivers»                               | Барри, Робин и Морис Гибб | 2:10         |
| 6.                  | «Idea» (Alternate mix)                                  | Барри, Робин и Морис Гибб | 2:50         |
| 7.                  | «Completely Unoriginal»                                 | Робин и Барри Гибб        | 3:37         |
| 8.                  | «Kitty Can» (Alternate mix)                             | Барри и Морис Гибб        | 2:40         |
| 9.                  | «Come Some Christmas Eve or Halloween»                  | Робин Гибб                | 3:33         |
| 10.                 | «Let There Be Love» (Alternate mix)                     | Барри Гибб                | 3:36         |
| 11.                 | «Gena’s Theme» (Instrumental)                           | -                         | 3:33         |
| 12.                 | «Another Cold and Windy Day»                            | Робин Гибб                | 0:58         |
| 13.                 | «Sitting in the Meadow»                                 | Робин Гибб                | 1:00         |
| Общая длительность: | Общая длительность:                                     | Общая длительность:       | 35:21        |

## Участники записи
Приведены по сведениям базы данных Discogs.

| Bee Gees: - Барри Гибб — ведущий, гармонический и бэк-вокалы, гитара - Робин Гибб — ведущий, гармонический и бэк-вокалы, орга́н - Морис Гибб — бас-гитара, фортепиано, орган, меллотрон, гитара, гармонический и бэк-вокалы - Винс Мелоуни — гитара, губная гармоника, ведущий вокал (в песне «Such a Shame») - Колин Питерсен — ударные Приглашённые музыканты: - Билл Шеперд — оркестровая аранжировка Технический персонал: Оригинальное издание - Роберт Стигвуд — музыкальный продюсер - Bee Gees — музыкальный продюсер - Джон Пэнтри — звукорежиссёр - Хольгер Мэттис — дизайн - Клаус Форман — художественное оформление (версия для рынка США) - Вольфганг Хайлеман — фотографии (версия для рынка Великобритании) | Технический персонал: Переиздание 2007 года - Эндрю Сандовал — продюсер переиздания - Майк Клейдон — звукорежиссёр - Дэймон Лайон-Шоу — звукорежиссёр - Стив Стэнли — арт-директор, дизайн - Билл Инглот — цифровой ремастеринг - Дэн Херш — цифровой ремастеринг - Алессандра Куаранта — подбор фото-артефактов - Стивен П. Горман — подбор фото-артефактов - Шерил Фарбер — редакционный надзор - Андреа Крэйг — менеджер проекта - Джинджер Деттман — менеджер проекта - Грегг Голдман — менеджер проекта - Джимми Эдвардс — менеджер проекта - Джон Робертс — менеджер проекта - Сол Дэвис — менеджер проекта - Стив Вулард — менеджер проекта |

## Позиции в хит-парадах
| Год       | Хит-парад                           | Высшая позиция | Пребывание в чарте |
| --------- | ----------------------------------- | -------------- | ------------------ |
| 1968—1969 | Австралия (Kent Music Report)       | 8              | нет данных         |
| 1968—1969 | Великобритания (UK Albums Chart)    | 4              | 18 недель          |
| 1968—1969 | Канада (RPM Top 50 Albums)          | 10             | 8 недель           |
| 1968—1969 | США (Billboard Top LPs)             | 17             | 27 недель          |
| 1968—1969 | Финляндия (Suomen virallinen lista) | 6              | 4 недели           |
| 1968—1969 | Франция (SNEP)                      | 4              | 60 недель          |
| 1968—1969 | ФРГ (Offizielle Top 100)            | 3              | нет данных         |

| Хит-парад (1968)               | Позиция |
| ------------------------------ | ------- |
| ФРГ (Jahrescharts Deutschland) | 13      |
| Хит-парад (1969)               | Позиция |
| Италия (FIMI)                  | 52      |
| ФРГ (Jahrescharts Deutschland) | 29      |